# Alzira Costa
Alzira Costa (Oliveira do Hospital, Oliveira do Hospital, 20 de abril de 1875 — Nossa Senhora de Fátima, Lisboa, 21 de fevereiro de 1970), também conhecida como Alzira de Barros de Abreu Costa, foi uma republicana e benemérita portuguesa. Era casada com o advogado, professor universitário, político, dirigente do Partido Republicano Português e posteriormente do Partido Democrático, Afonso Costa.

## Biografia

### Nascimento e Família
Nascida a 20 de abril de 1875, na freguesia e concelho de Oliveira do Hospital, distrito de Coimbra, Alzira de Jesus Coelho de Campos de Barros Mendes de Abreu e Costa era filha de Albano Mendes de Abreu, médico, natural de Oliveira do Hospital, e de Maria Emília de Barros Coelho e Campos, natural de Farminhão e irmã do General António de Almeida Coelho e Campos e do escritor Luís de Campos. Era a primeira filha do casal, sendo irmã mais velha do escritor, bacharel em direito, político, diretor geral do Supremo Tribunal de Justiça e comendador da Ordem Militar de Cristo, José de Barros Mendes de Abreu (1878-195?) e do advogado António de Barros Mendes de Abreu (1880-1960), sendo tia da bailarina e coreógrafa Margarida von Hoffmann de Abreu (1915-2006) e de Maria Helena von Hoffmann de Abreu (1920-2020), professora de piano e pioneira do ioga no país, casada com João de Freitas Branco, filho do compositor Luís de Freitas Branco. Era ainda avó da ativista feminista e militante socialista Maria Alzira Lemos, trisavó da atriz Catarina Wallenstein e tia-trisavó de Sofia Sá da Bandeira.

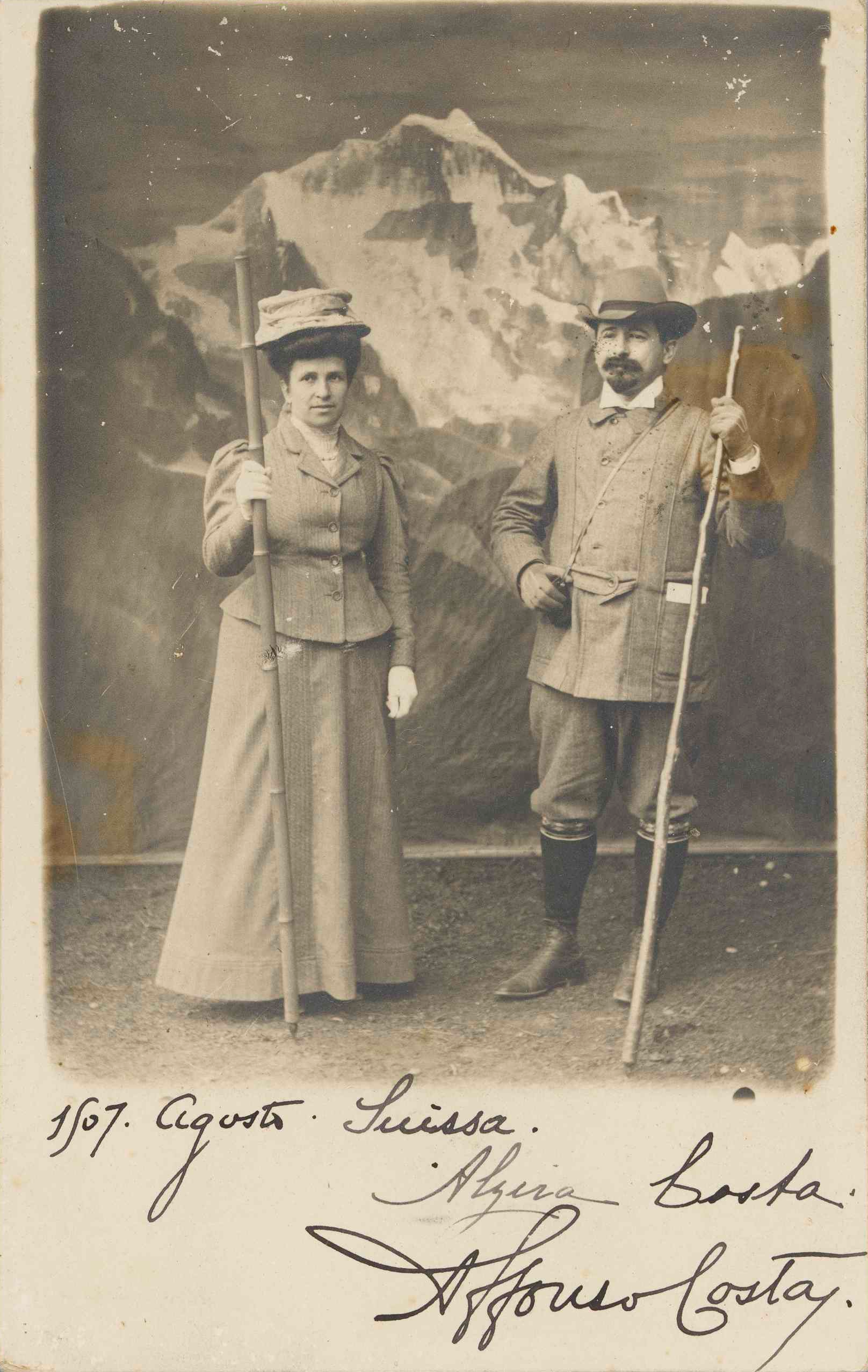
Afonso e Alzira Costa na Suíça (1907)

### Casamento e Descendência

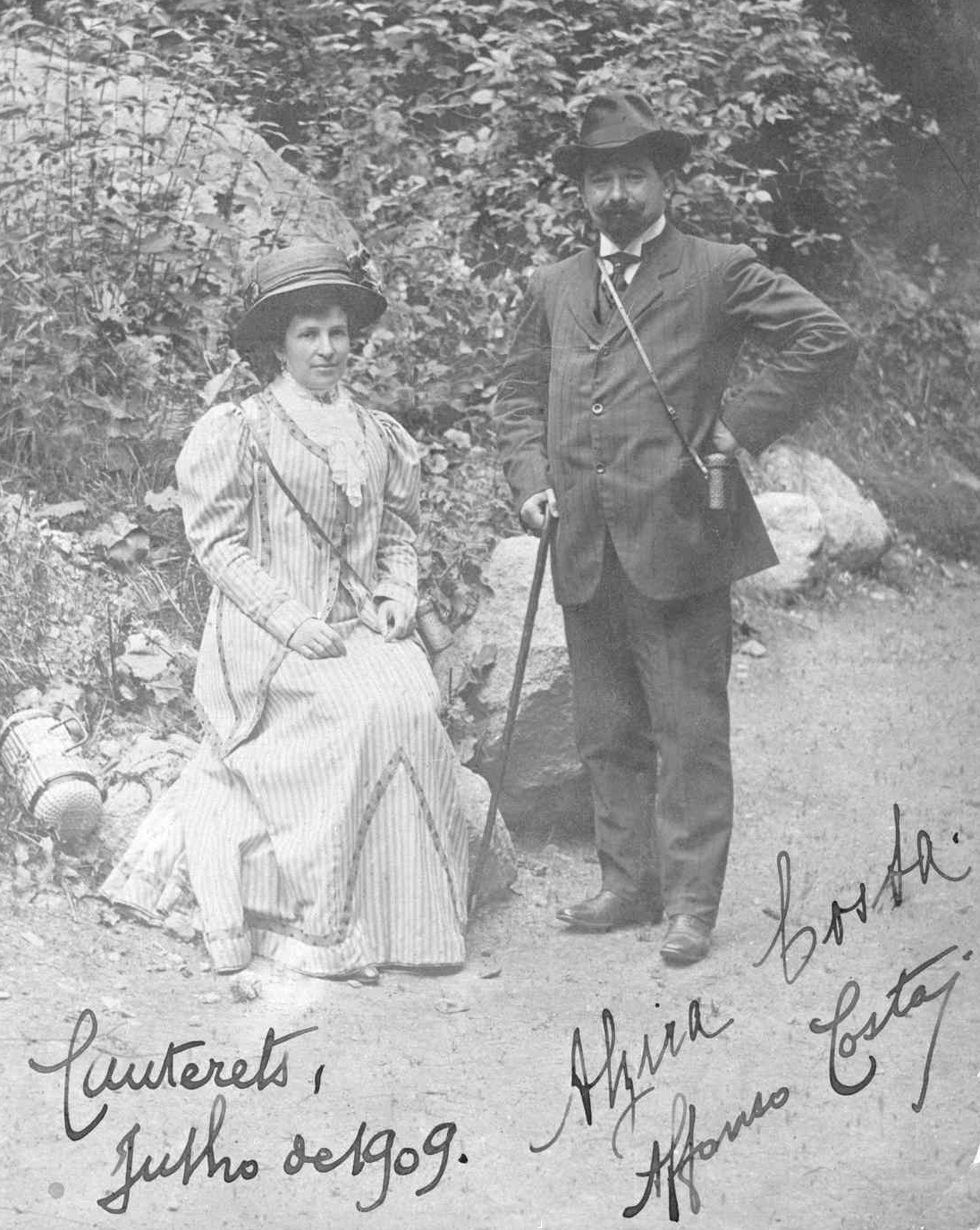
Afonso e Alzira Costa em Cauterets (Julho de 1909)

Com 17 anos de idade, a 15 de setembro de 1892 casou-se com Afonso Costa, natural de Seia, então com 21 anos e estudante do quarto ano de Direito, na Sé Nova de Coimbra. Do seu casamento, teve quatro filhos, Sebastião (1894-?), tenente do Exército Português condecorado Cavaleiro pela Ordem de Cristo em 1919, Maria Emília (1896-?), Afonso (1900-?) e Fernando de Barros Abreu e Costa (1906-?).

### Primeira República Portuguesa
Inseparável do seu marido, ainda antes da implantação da República Portuguesa a 5 de outubro de 1910, Alzira de Barros de Abreu Costa mudou-se com a sua família de Coimbra para Lisboa, onde Afonso Costa tornou-se num dos principais dirigentes do Partido Republicano Português. Posteriormente o seu marido foi chamado a integrar o Governo Provisório da República, tendo desempenhado o cargo de Ministro da Justiça e legislado a lei da separação do estado das igrejas, a criação do registo civil, a lei do divórcio, a lei de protecção dos filhos, a legalização das comunidades religiosas não católicas e a privatização dos bens da Igreja Católica, entre muitas outras medidas, ou ainda como Ministro das Finanças, tendo obtido o feito de conter o défice público e equilibrar as contas públicas, tornando-se mais tarde líder e fundador do Partido Democrático. 
Durante esse período, Alzira Costa conviveu com várias figuras ilustres da sociedade cultural e política portuguesa, travou amizade com várias sufragistas e republicanas da primeira vaga do feminismo português e actuou em vários movimentos de beneficência e de combate às desigualdades sociais.

### Ativismo

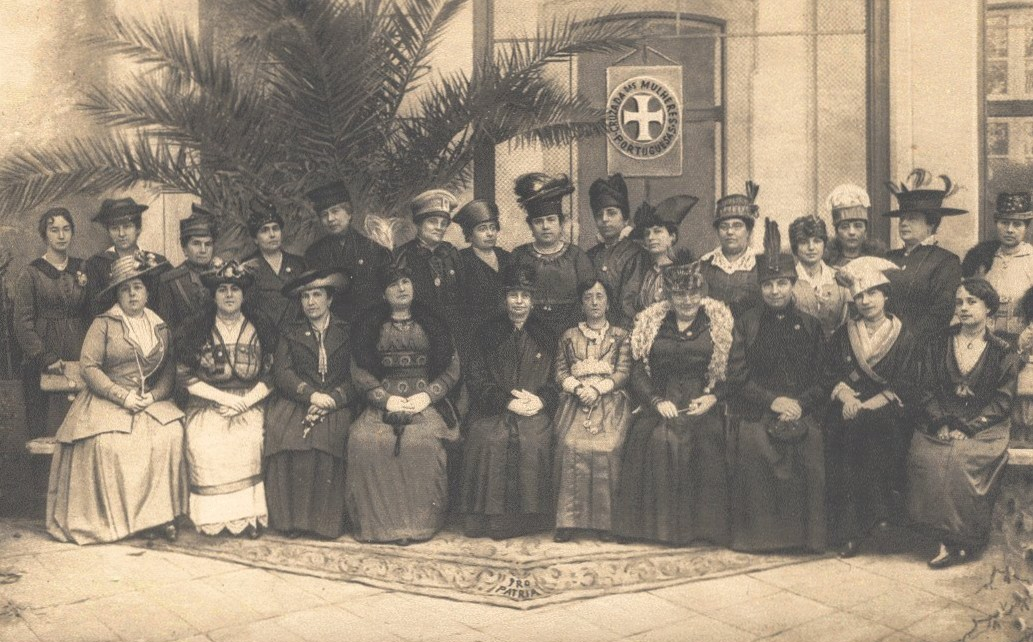
Fotografia do corpo dirigente da Cruzada das Mulheres Portugueses (primeira fila: Elzira Dantas Machado ao centro; segunda fila: Ester Norton de Matos ao centro e Ana de Castro Osório no lado direito).

Em 1916, com a participação portuguesa na Primeira Guerra Mundial e a consequente mobilização de homens para o Corpo Expedicionário Português, aderiu ao movimento de beneficência feminino e de apelo ao esforço de guerra, criado pela Primeira Dama Elzira Dantas Machado, a Cruzada das Mulheres Portuguesas, tornando-se numa das suas principais impulsionadoras.
Eleita presidente do Instituto Clínico, criado pela associação, fundou a Comissão de Hospitalização, órgão responsável pelo internamento e tratamento médico dado aos soldados feridos e mutilados na frente de combate em Flandres, instalou o Hospital Médico-Cirúrgico, dirigido pelo médico Francisco Gentil, no antigo Colégio Jesuíta de Campolide em Lisboa, equipado com 1200 camas e dez especialidades de medicina, possuindo várias salas de cirurgia, laboratórios e uma farmácia, e ainda recomendou e organizou a instalação do Hospital Militar Português no Hotel-Casino de Hendaia, dirigido pelo médico Sílvio Rebelo.

### Pós-Guerra

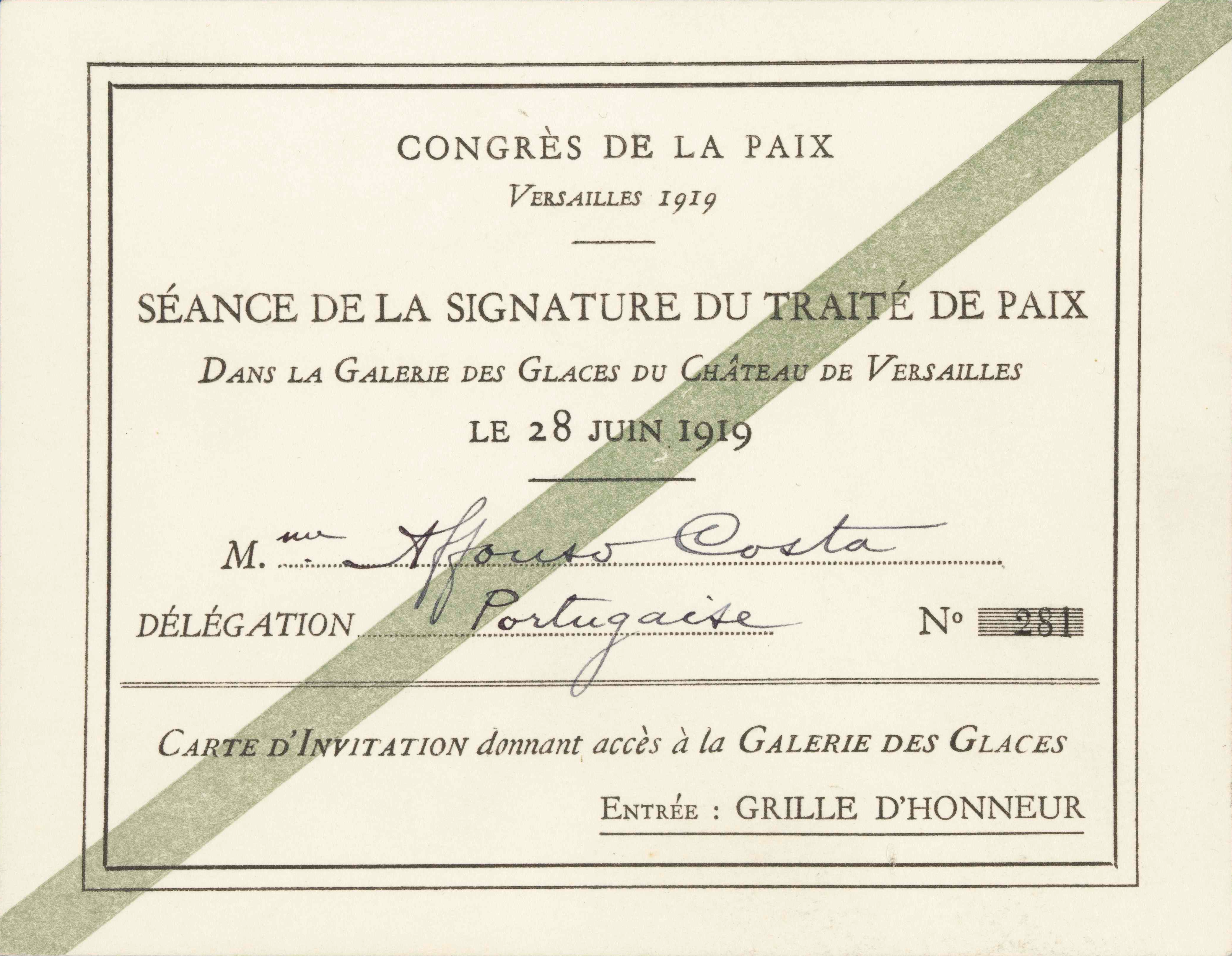
Convite para a sessão de assinatura do Tratado de Versalhes, em nome de "Mme. Affonso Costa" (28 de junho de 1919)

Ultrapassando tempos conturbados, após o seu marido ter sido preso no Porto durante o golpe de estado de dezembro de 1917 e libertado do Forte de Nossa Senhora da Graça em Elvas, após o assassinato de Sidónio Pais, com o fim da guerra, em 1919, Alzira Costa partiu para França, onde o seu marido presidiu a delegação portuguesa na Conferência de Paz de Paris, somente regressando a Portugal em 1921. Vivendo alternadamente, entre Lisboa e a Serra da Estrela, onde possuía a residência de família, conhecida como Vila Alzira, entre 1922 e 1925, acompanhou o seu marido nas várias delegações em que este participou no estrangeiro, no âmbito da Sociedade das Nações.

### Exílio
Em 1926, após o Golpe de Estado de 28 de maio, sendo o seu marido um forte opositor da ditadura militar de Óscar Carmona e do regime do Estado Novo, dirigido por António de Oliveira Salazar, Afonso e Alzira Costa exilaram-se em Paris, organizando a resistência republicana no estrangeiro através da Liga de Defesa da República e da Frente Popular Portuguesa.
Regressando ocasionalmente a Portugal, para visitar a sua família e sem o seu marido, correndo este o risco de ser preso ao entrar em território nacional, Alzira Costa somente regressou definitivamente a Portugal após a morte de Afonso Costa, a 11 de maio de 1937.

### Morte
Faleceu a 21 de fevereiro de 1970, com 94 anos de idade, na freguesia de Nossa Senhora de Fátima, Lisboa. Foi inicialmente sepultada no Cemitério dos Prazeres, em Lisboa, mas os restos mortais foram trasladados em 1971 para jazigo de família no cemitério de Seia, juntamente com os de Afonso Costa.